# Rose Kennedy: A Life to Remember
Rose Kennedy: A Life to Remember, auch vertrieben als A Life to Remember: Rose Kennedy, ist ein US-amerikanisch-kanadischer Dokumentar-Kurzfilm von Terry Sanders aus dem Jahr 1990. Der von Ted Kennedy kommentierte Kurzfilm über das Leben und Werk von Rose Kennedy wurde 1991 für einen Oscar als bester Dokumentar-Kurzfilm nominiert.

## Hintergrund
Rose Kennedy, die Mutter des Präsidenten John F. Kennedy und des Präsidentschaftskandidaten Robert F. Kennedy feierte 1990 ihren hundertsten Geburtstag. Sie starb 1995 im Alter von 104.

## Rezeption
Charles Solomon bezeichnete den Film als ein Valentinstagsgeschenk zum hundertsten Geburtstag der Matriarchin der Kennedy-Familie. Die Aufnahmen von ihren Söhnen John und Robert würden rührende Momente erzeugen. Ansonsten erfahre man in dem weitschweifigen Film wenig über Rose Kennedy und weniger über Verdienste um die Behandlung geistig Behinderter, den angeblichen Gegenständen des Films.

## Auszeichnungen
Freida Lee Mock und Terry Sanders wurden 1991 für den Film für den Oscar in der Sparte Dokumentar-Kurzfilm nominiert.